# Лешанка
Лешанка (Phoxinus phoxinus) е вид лъчеперка от семейство Шаранови (Cyprinidae). Видът не е застрашен от изчезване.

## Разпространение
Разпространен е в Австрия, Албания, Андора, Беларус, Белгия, Босна и Херцеговина, България, Великобритания, Германия, Дания, Естония, Ирландия, Испания, Италия, Казахстан, Китай, Латвия, Литва, Лихтенщайн, Люксембург, Молдова, Монголия, Нидерландия, Норвегия, Полша, Република Македония, Румъния, Русия, Северна Корея, Словакия, Словения, Сърбия, Украйна, Унгария, Финландия, Франция, Хърватия, Черна гора, Чехия, Швейцария, Швеция и Южна Корея.